# Наше життя (часопис)
«Наше життя» (англ. «Our life») — художньо-публіцистичний часопис, який видає Союз українок Америки.
Перше число часопису вийшло друком 1 січня 1944 року. Головна редакторка — Клавдія Олесницька. Про цілі заснування часопису розповіло саме видання:
Частота виходу в світ — 12 чисел на рік (раз на місяць окрім серпня; у липні виходить подвійний № 7—8 за липень—серпень).
Мова видання — українська й англійська. Особливості: в публікаціях часопису редакція дотримується правопису Г. Голоскевича.
Адреса адміністрації і редакції:
```
203 Second Avenue, New York, NY 10003
```